# Ischiopsopha gagatina
Ischiopsopha gagatina är en skalbaggsart som beskrevs av Heller 1899. Ischiopsopha gagatina ingår i släktet Ischiopsopha och familjen Cetoniidae. Inga underarter finns listade i Catalogue of Life.